# Juan Ginés de Sepúlveda
Juan Ginés de Sepúlveda (Cordova, 11 giugno 1490 – Cordova, 17 novembre 1573) è stato un umanista, scrittore e presbitero spagnolo.
Sostenne l'inferiorità degli indios e la necessità della conquista per portare l'evangelizzazione nelle Americhe.

## Biografia

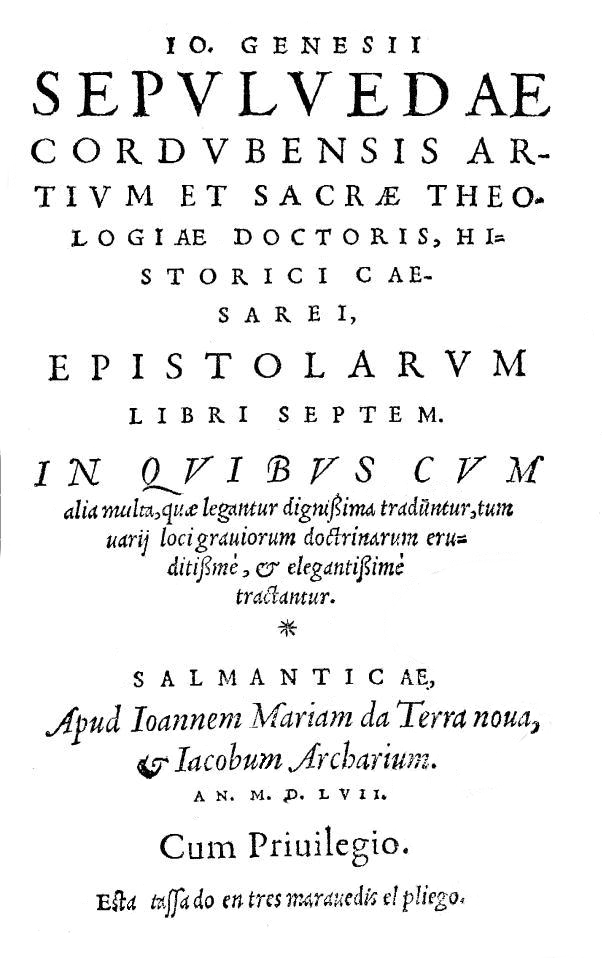
Epistolarum libri septem (1557).

Juan Ginés de Sepulveda nacque a Cordova l'11 giugno 1490. Fece i suoi primi studi a Córdoba e dal 1510 presso l'Università di Alcalá de Henares, recentemente fondata, dove conseguì una laurea in Arti e Teologia; ebbe come professore l’antierasmiano Sancho Carranza de Miranda. Nel 1515 andò a studiare a Bologna, dove conseguì il dottorato in utroque.
Nel 1517, in un momento di euforia, Gines partecipò ad un torneo di equitazione in Sicilia per impressionare una giovane aristocratica. Il suo entusiasmo fuori dalle righe gli causò un grave incidente a cavallo, che finì per costargli i testicoli. L'evento portò al filosofo una nuova nomea nelle province italiane, "Ginés l'amputato", appellativo che lo accompagnò fino alla morte. 
A Bologna strinse amicizia con l'umanista Luis de Lucena, divenendo ben presto noto per la sua conoscenza delle lingue classiche. Era collegiato del famoso Real Colegio de España a Bologna, creato da Egidio Albornoz, e scrisse la biografia del suo fondatore De vita et rebus gestis Aegidii Albornotii. Durante il suo soggiorno a Bologna entrò in contatto con le correnti umanistiche e ottenne la protezione e l'amicizia di Alberto Pio, principe di Carpi, anch'egli anti-erasmiano. Incontrò anche Giuliano de' Medici e Adriano VI.
Il suo interesse per Aristotele lo portò a tradurre in latino varie opere dello Stagirita (e.g. Parva naturalia 1522, Politica 1548). Il pensiero aristotelico avrebbe esercitato un influsso duraturo su Sepulveda. Soprattutto il concetto di “schiavo per natura” elaborato nel libro della Politica (Aristotele, Politica I, 4-5) avrebbe influito sulle sue posizioni filosofiche. Frequentò anche le lezioni di Pietro Pomponazzi. Dopo il sacco di Roma nel 1527, Sepulveda si trasferì a Napoli presso il cardinal Caetano (Tommaso de Vio), che lo incaricò di rivedere il testo greco del Nuovo Testamento.
Nel 1533 e nel 1534 Sepulveda scrisse a Erasmo sulle differenze tra la sua versione del Nuovo Testamento greco e il Codex Vaticanus. Fu avversario di Bartolomé de las Casas nella controversia di Valladolid nel 1550 sulla giustificazione della conquista spagnola delle Indie. Sepúlveda si erse a difensore del il diritto di conquista dell'Impero spagnolo, argomentando sulla base della filosofia del diritto naturale e sviluppò una posizione diversa quella della Scuola di Salamanca, rappresentata da filosofi come Francisco de Vitoria.

## Le posizioni e la disputa con Bartolomé de Las Casas
Sepúlveda definiva i nativi americani come uomini humuncoli, cioè esseri inferiori rispetto alla razza umana. Gli si opponevano soprattutto i pensatori dell'Ordine Domenicano: la scuola di Salamanca e Bartolomeo de Las Casas, secondo cui i nativi americani sono uomini come noi, con tutti i nostri stessi diritti, basandosi sulle dottrine di Tommaso d'Aquino, uno dei principali studiosi occidentali del diritto naturale.
Nel periodo delle prime spedizioni nel nuovo mondo, in Europa i cronisti delle spedizioni spagnole diffusero un'immagine negativa dei nativi americani, che venivano definiti rozzi, barbari e incivili. Spunti reali alle critiche erano offerti dal fatto che alcuni popoli sudamericani offrivano alle loro divinità sacrifici umani, anche di massa.
Nei suoi scritti si può appurare come elogi i conquistadores che, secondo lo scrittore, portarono la civiltà e il Vangelo a questi popoli dalla quale sono distanti quasi quanto gli uomini dalle bestie.
In uno scritto del 1547 La scoperta dei selvaggi, descrive i selvaggi come popoli non del tutto privi di umanità, infatti tende a precisare che possedevano un minimo di istruzione anche se allo stato primitivo. Sepúlveda, e altri umanisti della sua epoca, tendono a evidenziarne alcune pratiche incivili come ad esempio il cannibalismo e i sacrifici umani.
Nel 1550 partecipò, presso Carlo V d'Asburgo, ad una grande disputa con Bartolomeo de Las Casas proprio sui nativi americani: il domenicano sosteneva che essi fossero uguali agli spagnoli, contro le posizioni di Sepúlveda. Il dibattito si risolse senza la proclamazione di un vincitore, nonostante la bilancia pendesse a favore di Las Casas, dal momento che al cordovano non fu concesso di pubblicare il suo libro.
In ogni caso, la disputa ebbe il compito di sottoporre alla coscienza cristiana l'analisi del problema dell'evangelizzazione dei nuovi popoli.
Il punto più controverso fu quello di stabilire se era giusto fare la guerra per evangelizzare i nativi oppure no (come sosteneva Las Casas).
In base ad alcuni resoconti dell'epoca, i popoli nativi si sarebbero cibati dei resti dei corpi umani che erano stati sacrificati per i loro idoli, che Sepúlveda definiva il diavolo.
Sepúlveda giustificava la guerra contro i nativi come un'opera propedeutica alla successiva evangelizzazione. Egli sosteneva che gli indios meritassero il trattamento loro riservato poiché i peccati e l'idolatria di cui si macchiavano costituivano un'offesa verso Dio e vide nei conquistadores degli angeli punitivi che sottomettevano gli "infedeli" per poi guidarli sulla retta via, ovvero quella della cristianità.

## Opere

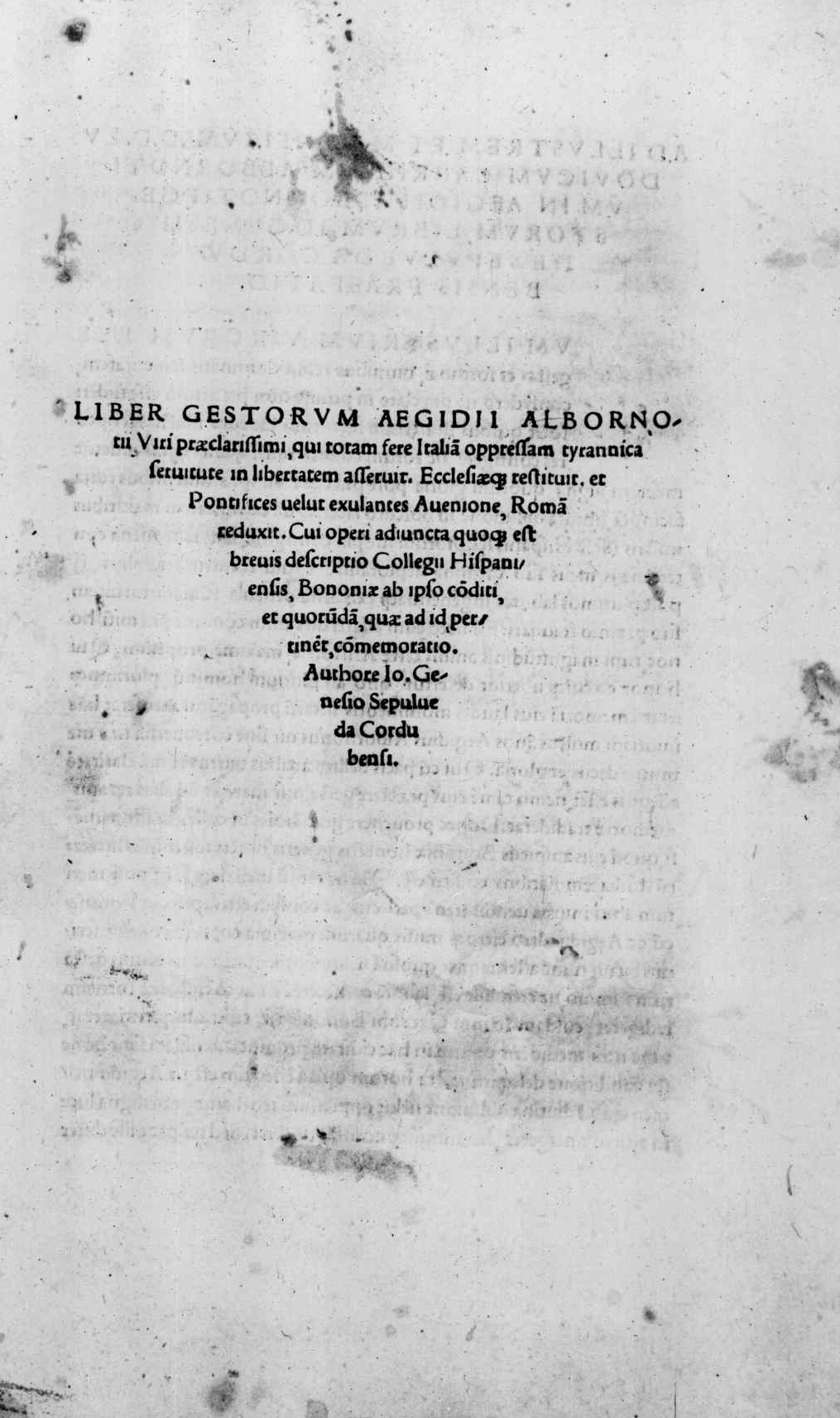
Liber gestorum Aegidii Albornotii, 1521

- (LA) Liber gestorum Aegidii Albornotii, Bologna, Girolamo Benedetti, 1521.
- Gonsalus sive de appetenda gloria, 1523.
- De fato et libero arbitrio, Roma, 1526.
- Cohortatio ut bellum suscipiat in Turcas, 1529.
- De ritu nuptiarum et dispensatione, Roma, 1531.
- De convenientia militaris disciplinae cum christiana religione qui inscribitur Democrates, Roma, 1535.
- Alexandri Aphrodisiei Commentaria in dvodecim Aristotelis libros De prima philosophia, interprete Ioanne Genesio Sepulveda, Parisiis, Dimon de Colines, 1536.
- De rebus gestis Caroli V
- De rebus gestis Philippi II
- Democrates secundus sive de iustis belli causis ..., 1544. ("Democrate secondo, ovvero sulle giuste cause di guerra") Opera distribuita in manoscritto, censurata nel 1547 dalle università di Alcalá e di Salamanca e non più pubblicata.[2]
- Apologia pro libro de justis belli causis, 1550.
- Epistolarum libri septem, 1557.
- (LA) Historia de bello administrato in Italia, Bologna, Antonio Giaccarelli & Pellegrino Bonardo, 1559.
- De regno libri III, 1570.
- (LA) Opera omnia, Köln, Arnold Mylius, 1602.
- Democrates alter, 1892 (continuazione del dialogo sulla guerra, in precedenza non pubblicato perché censurato).[2]